# Visbrug (Dordrecht)

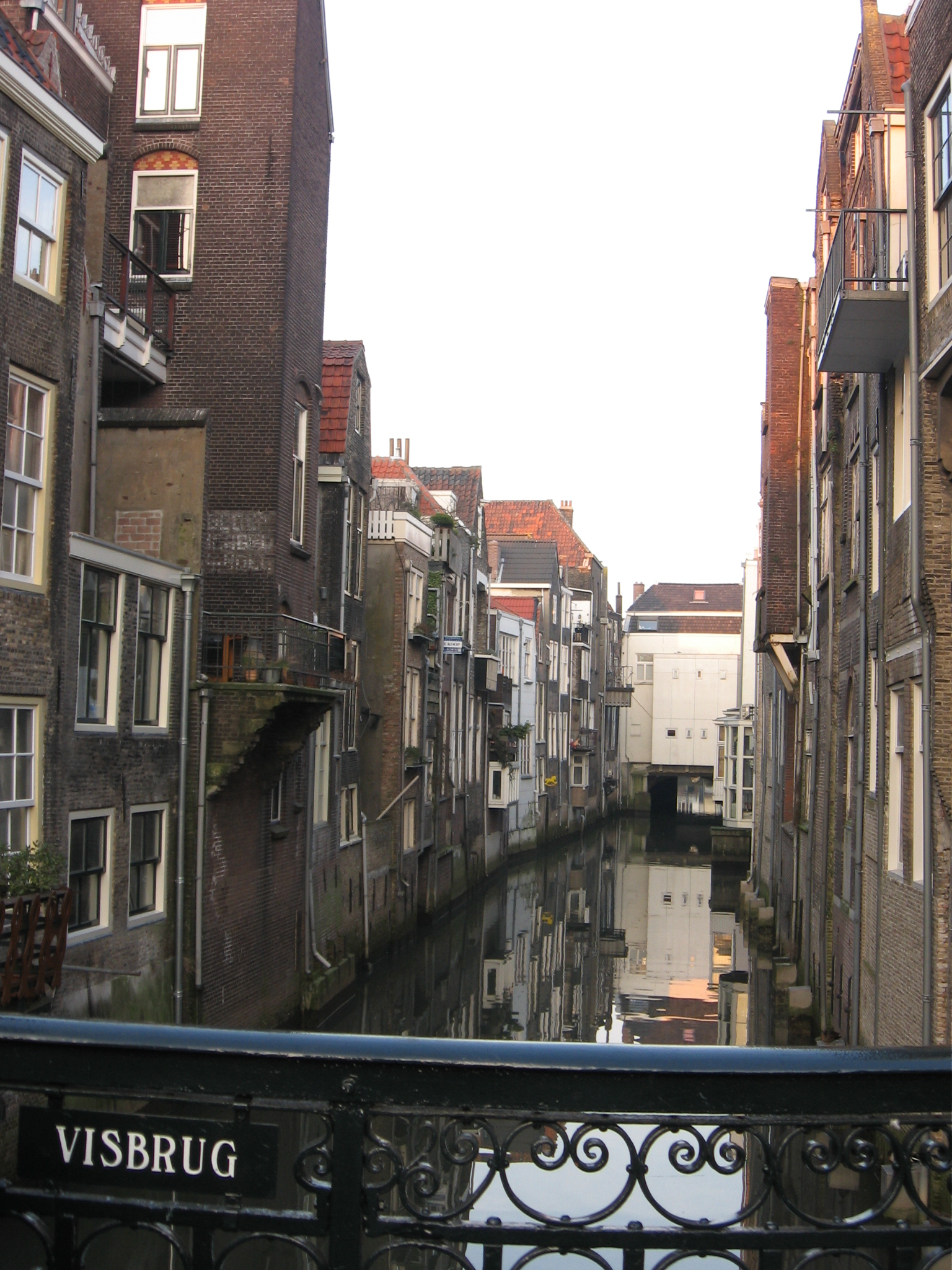
Visbrug

De Visbrug is een brug over de Voorstraatshaven in de stad Dordrecht, in de Nederlandse provincie Zuid-Holland. Ter hoogte van de Visbrug sloot deze haven aan op de oude Thuredricht. De brug verbindt de Visstraat met de Groenmarkt.
Op de Visbrug staat het standbeeld van de gebroeders De Witt (1918). Diverse monumentale gebouwen zijn rond de brug te bezichtigen, zoals de De Gulden Os.

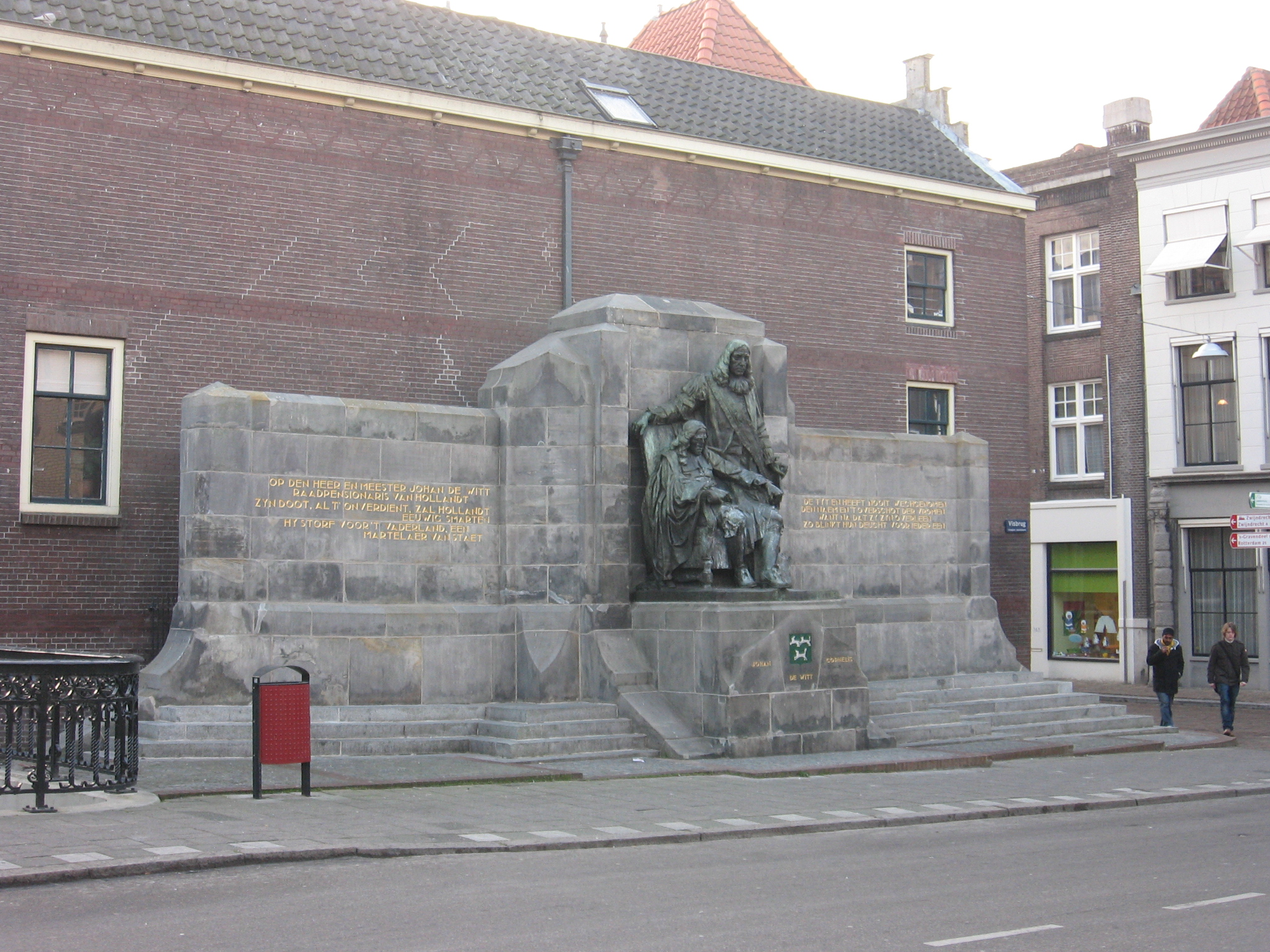
Standbeeld van de gebroeders Johan en Cornelis de Witt
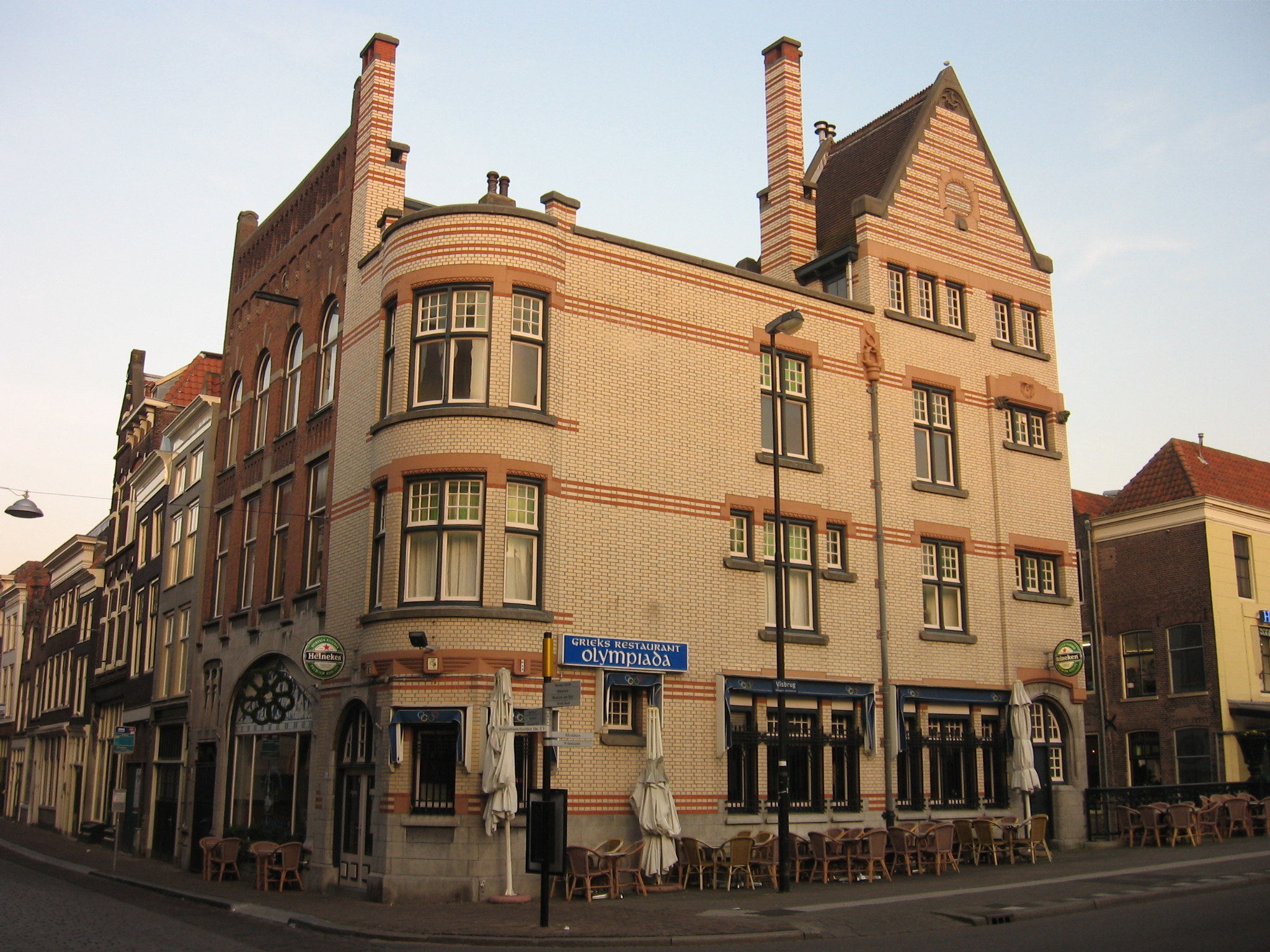
Voorgevel Visbrug 2
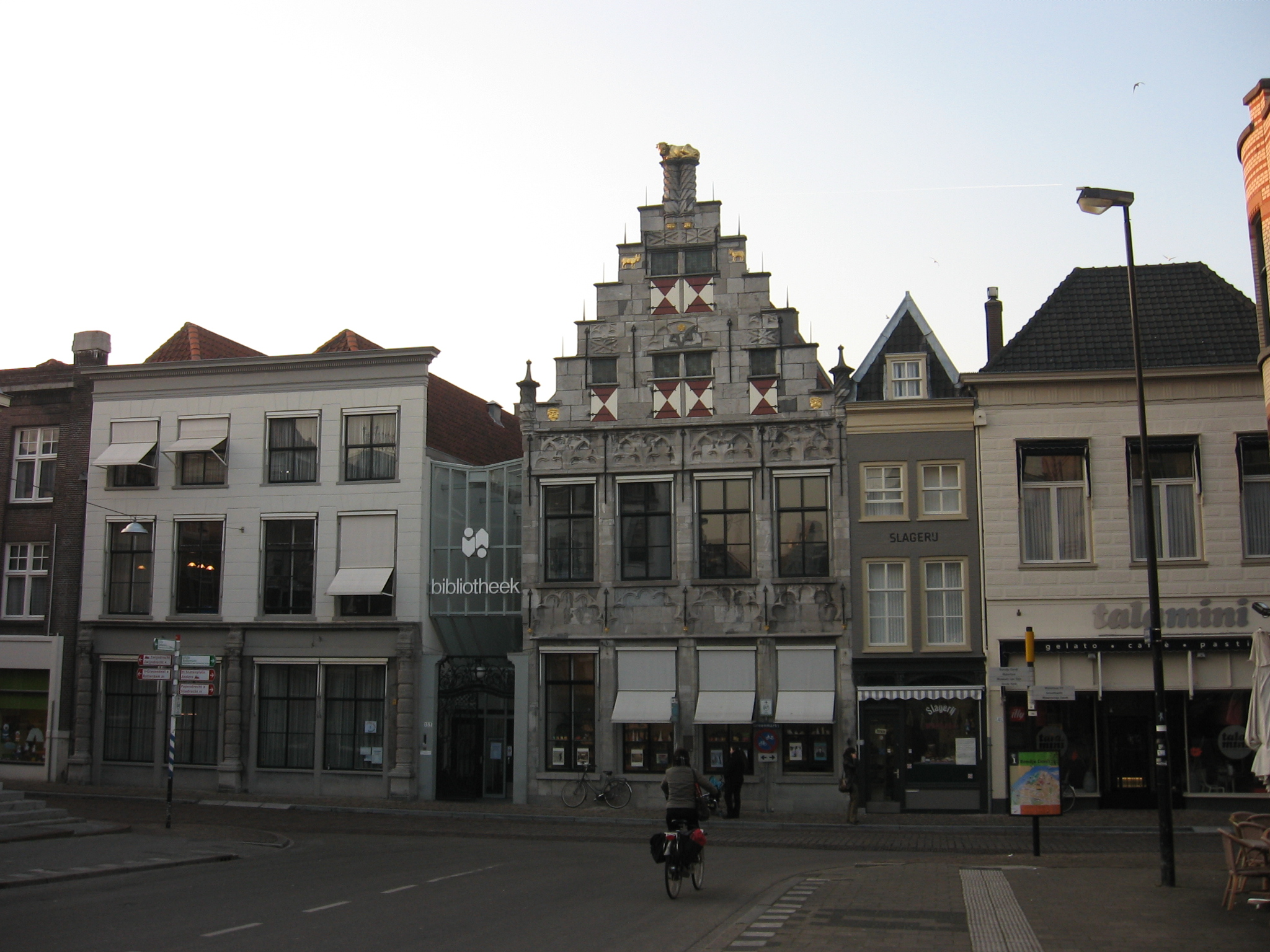
De Gulden Os / Openbare Bibliotheek